# ドルヴァル
ドルヴァル（セルビア語キリル・アルファベット: Дрвар、発音: [dř̩ʋaːr]）はボスニア・ヘルツェゴビナ西部の町で、ボサンスコ・グラホヴォと ボサンスキ・ペトロヴァツ、グラモスを結ぶ道路沿いにある。第十県に属する。ボサンスカ・クライナ南東部の広い谷にある。ディナル・アルプス山脈に囲まれ、市域の東南はウナ川に接する。ドルヴァル町と周辺に広がる村々を合わせると1,030平方キロメートルに及ぶ。町は主にウナ川左岸から広がり、標高は約480メートルである。クロアチアのシベニクから120キロメートル、ビハチから80キロメートル、バニャ・ルカから125キロメートル離れている。

## 名称
「ドルヴァル」はボスニア語で「木」を意味する「ドルヴォ」に由来する。ユーゴスラビア時代にはチトーにちなんで「チトフ・ドルヴァル」と呼ばれていた。

## 村
- Ataševac
- Bastasi
- Boboljusci
- Bosanski Osredci
- Brda
- Bunčevac
- Drvar
- Gornji Tiškovac
- Gruborski Naslon
- Kamenica
- Ljeskovica
- Mali Cvjetnić
- Malo Očijevo
- Martin Brod
- Mokronoge
- Motike
- Mrđe
- Očigrije
- Palučci
- Podić
- Podovi
- Poljice
- Potoci
- Prekaja
- Srnetica
- Šajinovac
- Šipovljani
- Trninić Brijeg
- Trubar
- Uvala
- Veliki Cvjetnić
- Veliko Očijevo
- Vidovo Selo
- Vrtoče
- Zaglavic

## 人口

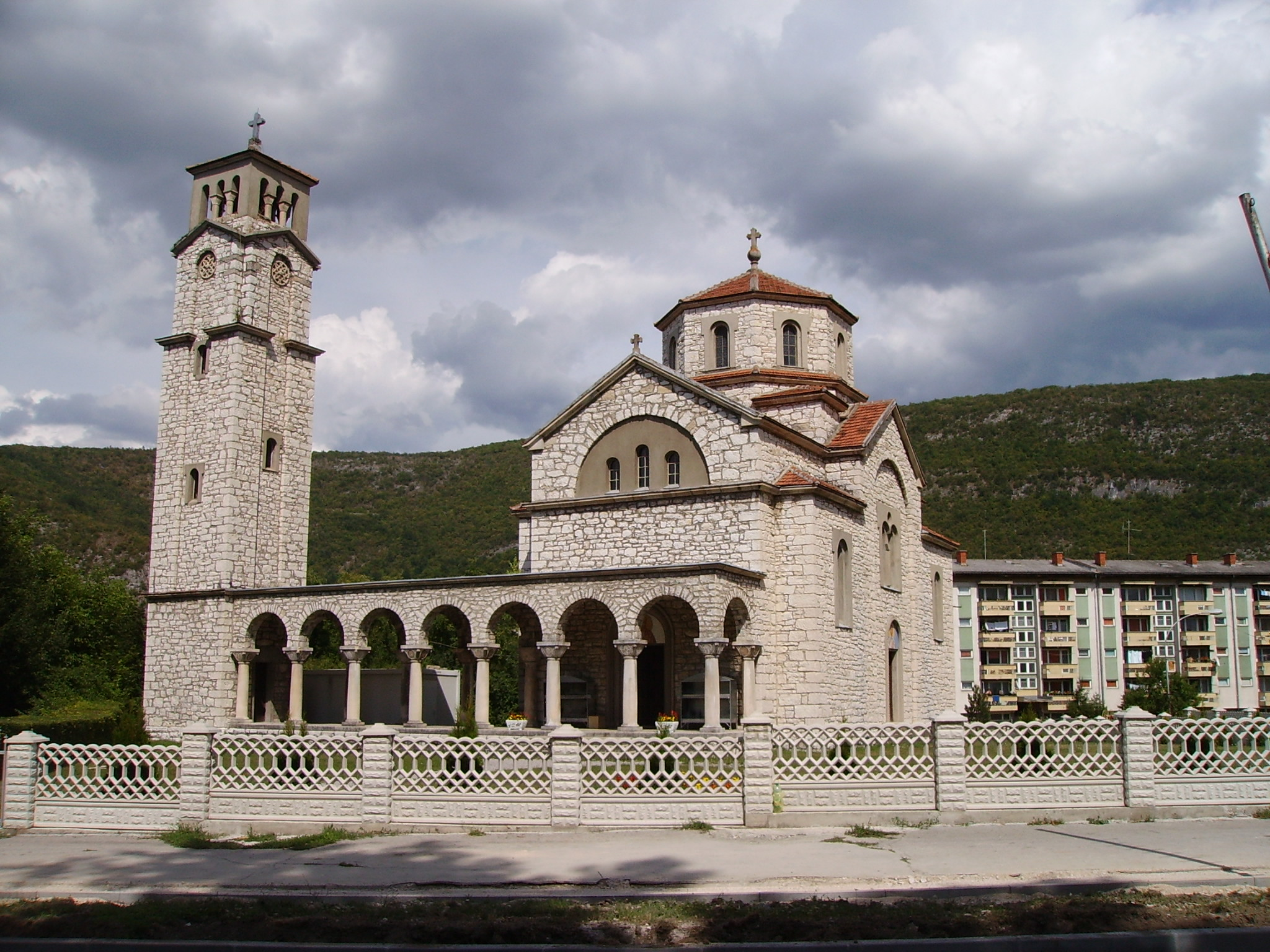
セルビア正教会

| 統計年度 | 合計   | セルビア人      | ボスニア人  | クロアチア人 | ユーゴスラビア人 | その他      |
| -------- | ------ | --------------- | ----------- | ------------ | ---------------- | ----------- |
| 1991     | 17,126 | 16,608 (96.97%) | 33 (0.19%)  | 33 (0.19%)   | 384 (2.24%)      | 68 (0.39%)  |
| 1981     | 17,983 | 15,896 (88.39%) | 26 (0.14%)  | 62 (0.34%)   | 1,842 (10.24%)   | 157 (0.89%) |
| 1971     | 20,064 | 19,496 (97.16%) | 213 (1.06%) | 141 (0.70%)  | 259 (3.21%)      | 140 (0.72%) |

## 歴史

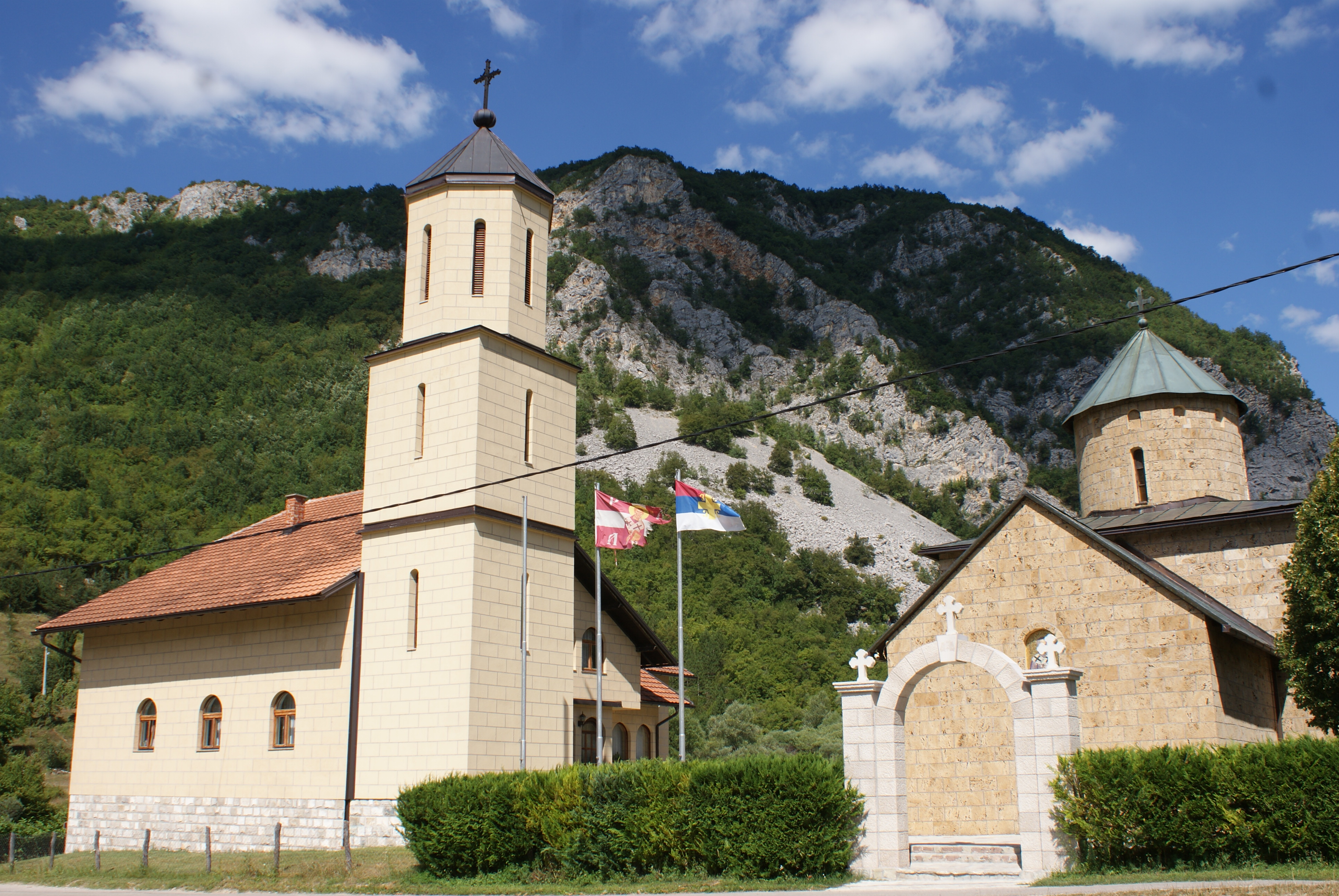
Rmanj Monastery from late 15th century

### 先史時代
ローマ時代には道路と道標があったことから、人が居住していたと考えられる。
9世紀、ドルヴァルにセルビア人が住んでいると初めて記録された。
1530年ごろ、グラモスのヴォジュノヴィツァに率いられ、ドルヴァルの住民はザグレブ周辺に移住した。

### オーストリア・ハンガリー帝国
1878年、ドルヴァルを含むボスニア全土はオーストリア・ハンガリー帝国のボスニア・ヘルツェゴビナ遠征によって征服された。
1893年ごろ、ドイツ人技師のオットー・フォン・シュタインバイスは周辺の山を開拓する権利を開放した。シュタインバイスは森林資源を加工するインフラと400キロメートルの鉄道網、電話線を整備した。このころのドルヴァルには病院や飲食店、喫茶店、小売店などが立ち並び、約2,800人が雇用されていた。また、アルフォンス・シムニウス・ブルメーがセルロース工場を建てた。
1906年に初めてドルヴァルでストライキが起き、1911年に帝国がストライキを禁止するまで断続的にストライキが発生した。
1918年、シュタインバイスが経営していた会社が新しいユーゴスラビア国家に接収された。

### スロベニア人・クロアチア人・セルビア人国
1918年、オーストリア・ハンガリー帝国が滅亡し、スロベニア人・クロアチア人・セルビア人国が生まれた。
1921年、労働者の労働環境が改善されなかったため、再びストライキが起きた。

### ユーゴスラビア王国
1929年から1941年にかけて、ドルヴァルはユーゴスラビア王国のヴルバス州に組み込まれていた。
1932年、経済危機により2,000人が職を失った。

### 第二次世界大戦

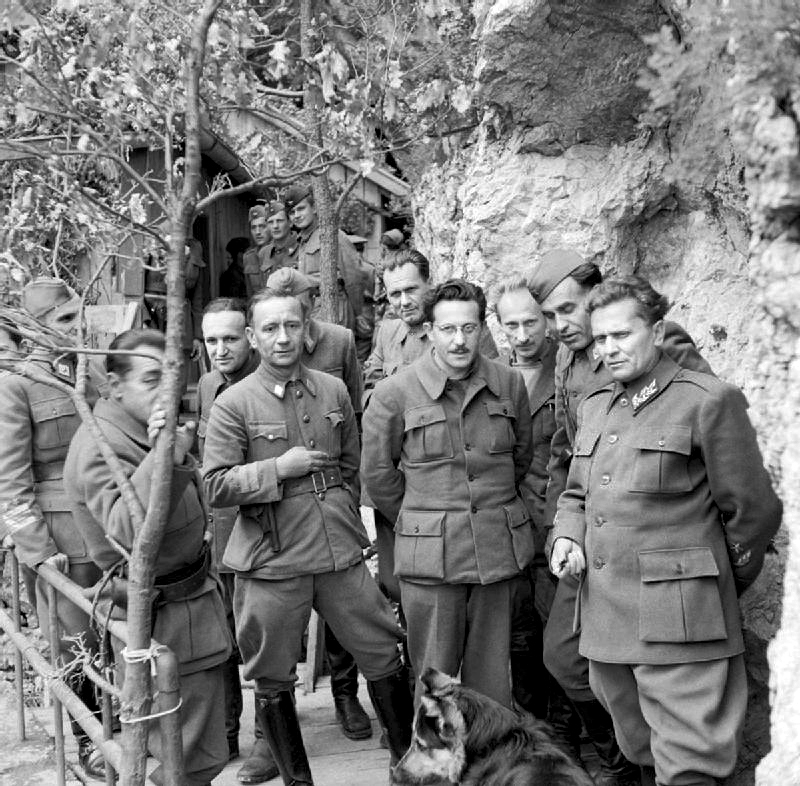
チトー元帥(右)と彼の内閣(1944年、ドルヴァル)

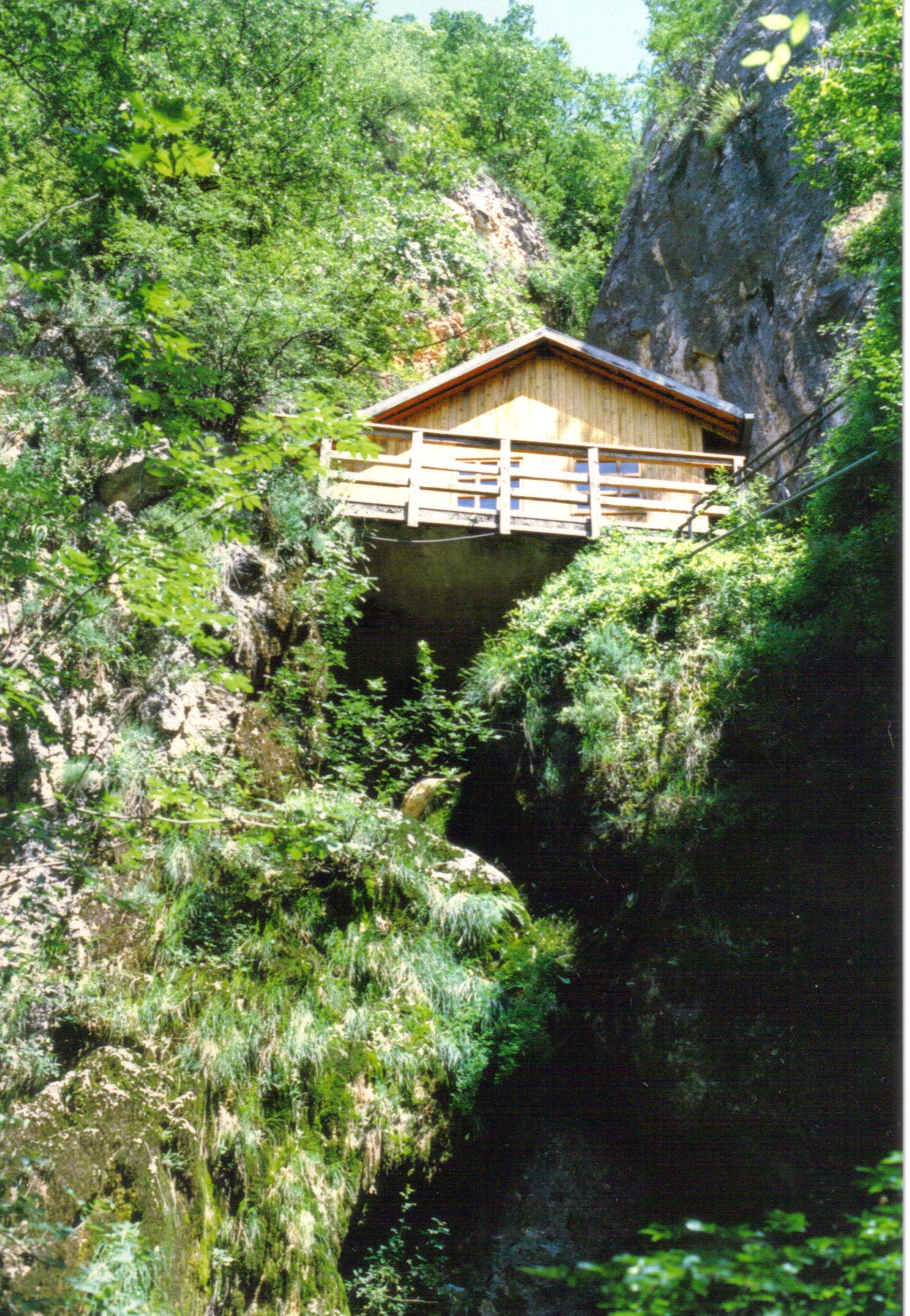
チトーの洞窟司令部

1941年4月、ドルヴァルはドイツ軍に占領され、すぐにイタリア軍の占領に移行した。4月10日、ナチスドイスと同盟したウスタシャ（クロアチアのファシズム政党・民族主義団体）はクロアチア独立国（NDH）の樹立を宣言した。現在のボスニア・ヘルツェゴビナ全土が独立国に組み込まれた。独立国に住むセルビア人やユダヤ人、ロマ人、クロアチア人抵抗勢力、政敵は収容所に送られて殺された。夏の間、チェトニックはドルヴァルのクロアチア人とカトリック教徒を追放・殺害した。7月27日に起きたトゥルバーの虐殺が最も凄惨であった。
1942年中期にドイツ軍とイタリア軍を追い払うまで、ドルヴァルでは激しい戦闘が続いた。1943年、再びドイツ軍がドルヴァルを占領し、町を焼き払った。
1944年5月25日、ドイツ軍はチトーを暗殺するために、激しい空爆による「騎士の移動作戦」を発動した。パルチザンの上級司令官のチトーは、現在は「チトーの洞窟」と呼ばれるドルヴァル近くの丘のパルチザン総司令部に避難していた。4年1か月に及ぶ戦争の内、ドルヴァルが占領されたのはたった390日であった。767人の市民が殺害され、戦前から残る建物はたったの13棟であった。町のインフラの約93%が破壊され、人口が80%減少した。

### ユーゴスラビア
第二次世界大戦が終わった後、ドルヴァルは復興し、材木産業が復活しただけでなく、金属加工業や製造業、絨毯産業が発展した。郊外の村にも電気が通い始めた。チトーの洞窟は観光名所となり、年間約20万人が訪れた。
1981年11月24日、ドルヴァルはチトフ・ドルヴァルに改名した。
1992年から1995年のボスニア紛争の間、ドルヴァルはスルプスカ共和国が統治した。1995年までは、ドルヴァルの住民のほとんどがボスニア系セルビア人であった。

### ボスニア戦争
1995年、クロアチア軍がドルヴァルを占領した。セルビア人住民は避難し、彼らの多くはバニャ・ルカに向かった。この時代のドルヴァルは消滅寸前であった。10月3日、クロアチア軍はボスニア系クロアチア人の補助を得て、サトー山からドルヴァルを砲撃した。2人のドルヴァル市民が殺害され、老人はペトロヴァスに避難し始めた。翌日、クロアチア軍は「嵐作戦」を発動した。これにより、クロアチアのダルマチンスカ・ザゴラ地方で何十万人もの難民が発生した。ドルヴァル郊外への砲撃は何日も続いた。旧ユーゴスラビアEU特別使節のカール・ビルトはこの作戦を「バルカンで見て来た中で最も効果的で、恐らく最高の作戦だった」と述べた。

### ボスニア戦争後
1995年終盤、デイトン合意が締結され、ドルヴァルはボスニア・ヘルツェゴビナに組み込まれた。この時、クロアチア人政治家が主に中央ボスニアから避難した6,000人のボスニア系クロアチア人に、職や住居を保障してドルヴァルに送り込んだ。2,500人以上のクロアチア防衛評議会（HVO）の兵士と家族が駐屯し、避難したボスニア系セルビア人の家を占領した。これにより人口構成が劇的に変わり、クロアチア人が中心になった。
1996年、少数のセルビア人が帰郷しようとしたが、クロアチア人による嫌がらせや差別を受けた。頻発する略奪や放火にもかかわらず、1996年から1998年にかけて帰還が行われた。
1998年、クロアチア人によるセルビア人の帰還妨害は暴動や殺人という形で頂点を迎えた。建物は放火され、国連警察局職員や平和安定化部隊、セルビア人避難民の投票によって選ばれたマイル・マルセタ市長が襲撃され、帰還したセルビア人の老人が2人殺害された。ドルヴァルの町への攻撃は戦争中ではなく、戦後のクロアチア人占領期に市民や軍人が行った。地方政府や数少ない会社はクロアチア人に占領され、セルビア人は職を見つけにくくなった。ボスニア戦争終結後、約5,000人のボスニア系セルビア人がドルヴァルに帰還した。しかし、町の失業率は80%に達し、多くの住民が経済的困難からボスニア・ヘルツェゴビナ政府を非難した。
今日ではセルビア人が人口の85%を占めると推定されている。

## 経済

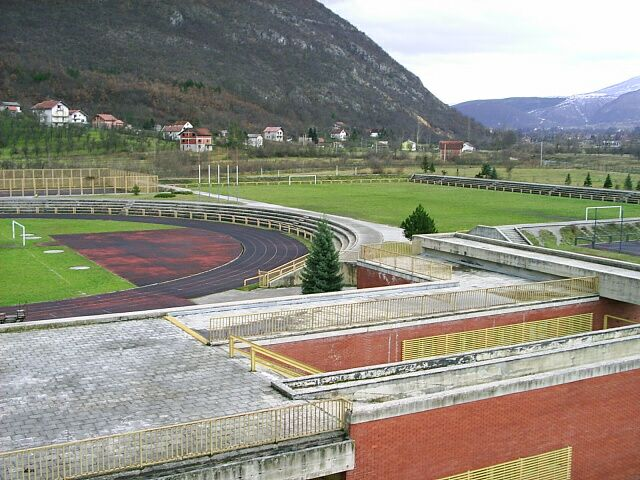
競技場

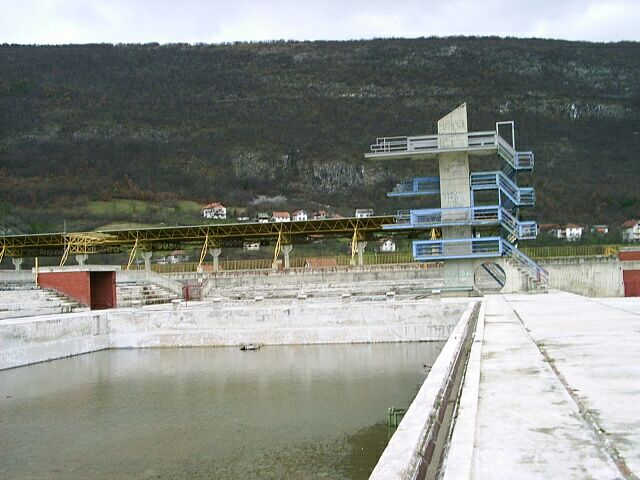
オリンピック・プール

ドルヴァルはオーストリア・ハンガリー帝国時代には、良質な木材供給地として知られていた。現在でも国内有数の木材供給・加工地である。この木材加工産業に伴う汚職がこの地方の深刻な問題である。2004年の間に11万m3の木が伐採されたと推定される。木材（第2等級）1m3の平均価格は約50ユーロである。

## 名所
『デサント・ナ・ドルヴァル』はドイツによるドルヴァル攻撃を描いた映画である。当時の激戦地には、遺構がそのまま残存するものも多い。特に、チトーの洞窟や城が有名である。城ではオーストリア・ハンガリー時代の墓が見られる。この墓には1944年の攻撃の後に多くのドイツ兵が埋葬された。紀元前1世紀から紀元後1世紀のローマ時代の標識も見られる。ドルヴァルはバルカン中で飲まれるラキヤ（蒸留酒）でも知られる。

## 著名人
- ラドミール・コバセビッチ - 柔道選手（1980年のモスクワオリンピックで銅メダルを獲得）。
- ミラン・ロディッチ - セルビア代表サッカー選手。